# Quinto Pédio
Quinto Pédio (m. 43 a.C.; em latim: Quintus Pedius) foi um político da gente Pédia da República Romana eleito cônsul sufecto em 43 a.C. com Caio Júlio César Otaviano. Os dois foram escolhidos depois da morte de Caio Víbio Pansa Cetroniano e Aulo Hírcio terem sido mortos nas campanhas no norte da Itália contra Marco Antônio. Serviu com Júlio César, seu primo, nas Guerras Gálicas entre 58 e 50 a.C..

## Família

Mapa da Gália durante as Guerras Gálicas.

Segundo Suetônio, Pédio era neto de Júlia César, irmã maior de César, mas Glandorp conjecturou que Pédio poderia também ter sido filho dela, pois exerceu altos cargos durante a vida de César. Era filho de Marco ou Quinto Pédio (que seria esposo ou genro de Júlia) e casou-se com mulher nobre, Valéria, irmã do cônsul, senador e orador romano Marco Valério Messala Corvino, com quem teve Quinto Pédio Publícola, senador romano conhecido por sua brilhante oratória.

## Carreira
Pédio serviu como legado de seu tio-avô (ou tio) durante as Guerras Gálicas entre 57 e 55 a.C, ano no qual Pédio voltou para se apresentar como candidato a edil juntamente com Caio Plânio e outros, mas foi derrotado. Na Gália, comandou, juntamente com Lúcio Aurunculeio Cota, a cavalaria de Júlio César numa batalha perto do rio Aisne, na qual os belgas foram vencidos.
Quando irrompeu a guerra civil entre Júlio César e Pompeu, em 49 a.C., Pédio se juntou à facção de César. No ano seguinte, Pédio conseguiu uma função de pretor através de uma nomeação pessoal de César, permanecendo na Itália. Neste mesmo ano, Pédio derrotou Tito Ânio Papiano Milão perto de Turios, na Lucânia. Em 45 a.C., serviu como legado contra os pompeianos da Hispânia e participou da Batalha de Munda. César recompensou seu parente com um triunfo e lhe outorgou o título de procônsul.
César foi assassinado em Roma em março de 44 a.C.. No testamento de César, Pédio figurava como um de seus herdeiros. Assim como seu primo, Lúcio Pinário, recebeu uma oitava parte dos seus bens. O resto foi para seu herdeiro, Caio Júlio César Otaviano, o futuro imperador romano Augusto. Pédio imediatamente renunciou à sua parte em favor de Otaviano. Em abril de 43 a.C., depois da vitória na Batalha de Mutina, e da morte dos cônsules Aulo Hírcio e Caio Víbio Pansa Cetroniano, Otaviano marchou contra Roma à frente de um exército.
Em agosto do mesmo ano, foi nomeado cônsul sufecto juntamente com Pédio. Durante seu consulado, Pédio elaborou uma lei, conhecida como Lex Pedia, que declarava inimigos públicos todos os assassinos de César e os condenava à morte. Entre os expulsos estavam Sérvio Sulpício Galba e Cneu Domício Enobarbo. Pédio acabou nomeado prefeito de Roma quando Otaviano marchou para o norte da Itália. Quando ele, Marco Antônio e Lépido se uniram, Pédio propôs anular a sentença que pesava sobre os dois últimos. O Senado se viu obrigado a aprovar a proposta. Não muito depois disto, os três formaram o Segundo Triunvirato em Bononia.
Chegaram à Roma notícias de que os triúnviros haviam proposto uma lista de proscritos, uma notícia que quase levou a uma revolta, pois ninguém sabia quem estava nela. Pédio conseguiu mal conseguiu evitar uma insurreição aberta e, no dia seguinte, declarou, ainda ignorante, que somente dezessete pessoas haviam sido condenadas à morte e deu garantias aos demais. A tensão lhe causou tamanha exaustão e fadiga que Pédio morreu na noite seguinte (novembro de 43 a.C.).
Plínio, o Velho, em "História Natural", menciona que Quinto Pédio tinha um neto homônimo, o pintor Quinto Pédio, que era surdo e notável por ser o primeiro exemplo de um surdo do qual se recorda a fama.